# 보간법
수치해석학의 수학 분야에서 보간법(補間法) 또는 내삽(內揷, interpolation)은 알려진 데이터 지점의 고립점 내에서 새로운 데이터 지점을 구성하는 방식이다.
공학과 과학에서 수많은 데이터 지점이 있을 수 있으며 이는 표집, 실험을 통해 얻을 수 있는데, 이를 통해 독립 변수의 제한된 수의 값들을 위한 함수값을 표현한다. "보간", 예를 들어 독립 변수의 중간값에 대한 해당 함수의 값을 예측하는 '보간'에 종종 필수적이다.
이 문서에 설명되는 보간법의 반대말은 보외법이다.

## 예시

### 스플라인 보간법
선형 보간법은 각 닫힌 구간 {\displaystyle [x_{k},x_{k+1}]}에서 선형 함수를 사용한다. 스플라인 보간법에서는 각 구간에서 저차 다항식을 사용하되, 각 다항식 조각들이 서로 매끄럽게 연결되도록 적절한 다항식을 선택한다. 이러한 방식으로 얻어지는 함수를 스플라인이라고 한다.
예를 들어, 자연 3차 스플라인은 구간마다 3차 함수로 구성되며, 두 번 연속 미분 가능하고, 양 끝 점에서 2차 미분값이 0이 되는 성질을 가진다. 위의 표에 주어진 점들을 보간한 자연 3차 스플라인은 다음과 같이 나타난다.
{\displaystyle {\displaystyle f(x)={\begin{cases}-0.1522x^{3}+0.9937x,&{\text{if }}x\in [0,1],\\-0.01258x^{3}-0.4189x^{2}+1.4126x-0.1396,&{\text{if }}x\in [1,2],\\0.1403x^{3}-1.3359x^{2}+3.2467x-1.3623,&{\text{if }}x\in [2,3],\\0.1579x^{3}-1.4945x^{2}+3.7225x-1.8381,&{\text{if }}x\in [3,4],\\0.05375x^{3}-0.2450x^{2}-1.2756x+4.8259,&{\text{if }}x\in [4,5],\\-0.1871x^{3}+3.3673x^{2}-19.3370x+34.9282,&{\text{if }}x\in [5,6].\end{cases}}}}
위의 예시에서는 f(2.5) = 0.5972를 도출할 수 있다. 스플라인 보간법은 다항식 보간법과 마찬가지로 선형 보간법보다 작은 오차를 가지지만 스플라인 보간법의 보간 함수가 다항식 보간법의 고차 다항식에 비해 훨씬 더 매끄럽고 계산하기 용이하다. 특히 보간해야 할 데이터 포인트의 개수가 많은 경우, 다항식 보간법의 고차 다항식의 전역적 성질이 수치적 불안정성을 초래하는 만큼 데이터 포인트가 많을수록 스플라인 보간법을 사용하는 것이  다항식 보간법을 사용하는 것보다 더 유리하다.

### 모방 보간법
필드의 기저 이산화에 따라 다양한 보간 함수가 요구되는 보간법이다. 다른 보간법들이 주로 목표 지점에서 함숫값을 추정하는 것에 초점을 맞추는 반면, 모방 보간법은 필드의 유형(스칼라, 벡터, 유사 벡터, 유사 스칼라)에 따라 목표 선, 면, 도는 부피에서 필드의 적분값을 구한다.
모방 보간법의 중요한 특징은 스토크스 정리와 발산 정리를 포함하는 벡터 미적분 항등식을 만족시킨다는 것이다. 이로 인해, 모방 보간법은 선 적분, 면 적분, 부피 적분을 보존하는 특성을 가진다. 예를 들어, 선 적분은 적분 경로 양 끝 점에서의 전위차를 계산하는데 사용되기 때문에 모방 보간법이 선 적분을 보존하는 특성을 가지는 것은 전기장을 보간할 때 매우 유용하다. 또한 필드의 적분값이 아니라 필드 값 자체가 보존되는 선형, 이중 선형, 삼중 선형 보간법도 모방 보간법으로 간주할 수 있다.

## 함수 근사
보간법은 함수를 근사하는 일반적인 방법이다. 보간법을 이용한 함수 근사는 주어진 함수 {\displaystyle {\displaystyle f:[a,b]\to \mathbb {R} }}와 점들 {\displaystyle {\displaystyle x_{1},x_{2},\dots ,x_{n}\in [a,b]}}가 있을 때 함수 {\displaystyle {\displaystyle s:[a,b]\to \mathbb {R} }}를 구성하여 {\displaystyle {\displaystyle f(x_{i})=s(x_{i})}}{\displaystyle {\displaystyle (i=1,2,\dots ,n)}}(즉, 함수 {\displaystyle s}가 점들 {\displaystyle {\displaystyle x_{1},x_{2},\dots ,x_{n}\in [a,b]}}을 보간하여 함수 {\displaystyle f}를 근사)인 조건을 만족하도록 하는 방식으로 이루어진다. 일반적으로 보간 함수가 항상 좋은 근사를 제공하는 것은 아니지만, 보간 함수가 좋은 근사인지 판단할 수 있는 기준이 존재한다. 예를 들어, 만약 {\displaystyle {\displaystyle f\in C^{4}([a,b])}}(즉, 함수 {\displaystyle f}가 닫힌 구간 {\displaystyle [a,b]}에서 4차 연속 미분 가능)라면 3차 스플라인 보간법의 경우 {\displaystyle {\displaystyle \|f-s\|_{\infty }\leq C\|f^{(4)}\|_{\infty }h^{4}}}라는 오류 경계를 가진다. 여기서 {\displaystyle {\displaystyle h=\max _{i=1,2,\dots ,n-1}|x_{i+1}-x_{i}|}}(즉, 인접한 점들 사이의 간격의 최댓값), {\displaystyle C}는 상수, {\displaystyle {\displaystyle \|f^{(4)}\|_{\infty }}}는 {\displaystyle f}의 4차 도함수의 절댓값의 최댓값을 나타낸다. 즉, 이 식은 함수 {\displaystyle f}의 4차 도함수의 절댓값의 최댓값 {\displaystyle {\displaystyle \|f^{(4)}\|_{\infty }}}와 인접한 점들 사이의 간격의 최댓값 {\displaystyle h}이 작을수록 3차 스플라인 보간법으로 만들어진 함수 {\displaystyle s}가 함수 {\displaystyle f}에 대해 더 정확한 근사를 제공한다는 것을 의미한다.

## 가우시안 프로세스
가우시안 프로세스는 강력한 비선형 보간 도구이다. 널리 사용되고 있는 수많은 보간 도구들은 대부분 가우시안 프로세스와 거의 동일하다고 할 수 있다. 가우시안 프로세스는 주어진 데이터 포인트를 정확히 통과하는 보간 함수 뿐만 아니라 보간한 함숫값의 신뢰 구간까지 제공한다. 이러한 특성 때문에 가우시안 프로세스는 가우시안 프로세스 회귀라는 이름으로 회귀 분석에도 빈번하게 사용된다. 지리 통계학에서는 가우시안 프로세스 회귀가 크리깅이라는 이름으로 알려져 있기도 하다.

## 다른 형태의 보간법
다른 종류의 보간 함수를 선택함으로써 다양한 형태의 보간법을 구사할 수 있다. 예를 들어 파데 근사를 사용하면 유리 함수로 데이터 포인트를 보간할 수 있고, 푸리에 급수를 이용하면 삼각 다항식으로 데이터 포인트를 보간할 수 있다. 또는 웨이블릿을 사용하는 경우도 있다.
Whittaker-Shannon 보간 공식은 데이터 포인트의 개수가 무한하거나 보간할 함수가 콤팩트 지지를 가질 때 사용된다. 보간하려는 데이터 포인트의 함숫값 뿐만 아니라 데이터 포인트에서의 도함수도 알고 있는 경우 에르미트 보간법으로 보간 함수를 구하기도 한다.
각 데이터 포인트 자체가 함수인 경우, 보간 문제를 각 데이터 포인트 간의 부분 전달 문제로 보는 것이 유용하다. 이 개념은 운송 이론에서 사용되는 변위 보간 문제로 이어진다.

## 고차원에서
다변수 보간법은 둘 이상의 변수를 가지는 함수를 보간한다. 이 방법에는 2차원에서 사용되는 이중 선형 보간법과 이중 3차 보간법, 3차원에서 사용되는 삼중 선형 보간법 등이 있다. 이러한 방법들은 격자 데이터나 산포 데이터에 적용될 수 있다. 모방 보간법의 경우 3보다 큰 n차원 공간으로 일반화 될 수 있다.

## 디지털 신호 처리 분야에서
디지털 신호 처리 분야에서, 보간법이라는 용어는 샘플링된 디지털 신호(샘플링된 오디오 신호 등)의 샘플링 속도를 높이는 과정(업샘플링)을 말한다. 이 과정에서는 다양한 디지털 필터링 기법(예를 들어 주파수가 제한된 임펄스 신호와의 합성곱)을 사용한다. 이 응용에서는 원래 신호의 고조파 성분을 보존하면서, 원래 신호의 Nyquist 한계(원래 신호 샘플링 주파수의 절반, 즉 {\displaystyle {\frac {f_{s}}{2}}})를 넘는 고조파 왜곡을 생성하지 않는 것이 중요하다.

## 관련 개념
외삽법은 알려진 데이터 포인트의 범위를 벗어난 지점을 찾는데 사용된다.
곡선 적합 문제에서는 보간함수가 반드시 데이터 포인트를 정확히 통과해야 한다는 제약이 완화된다. 대신 다른 제약 조건 내에서 데이터 포인트에 최대한 근접하는 것이 요구된다. 이를 위해 잠재적인 보간 함수들을 매개변수화하고, 오차를 측정할 방법이 필요하다. 곡선 적합 문제의 가장 간단한 예시로는 최소 제곱법이 있다.
근사 이론은 주어진 함수를 미리 정해진 종류의 함수로 근사하여 최적의 근사를 찾는 방법과 이 함수가 얼마나 좋은 근사를 제공하는지 분석하는 방법을 연구한다. 이것은 보간 함수가 미지 함수를 얼마나 잘 근사할 수 있는지와 관련한 한계를 분명하게 제공한다

## 일반화
변수 {\displaystyle x}를 위상 공간의 변수로 보고, 함수 f(x)가 Banach 공간에 사상되었다고 가정하면, 이 문제는 연산자 보간법으로 취급된다. 연산자 보간법에 대한 고전적인 결과로는 Riesz-Thorin 정리와 Marcinkiewicz 정리가 있다.

## 같이 보기
- 보외법 (외삽)
- 선형 보간법